# ثعلب پروانه‌ای (سرده)
ثعلب پروانه‌ای (نام علمی: Gymnadenia) نام یک سرده از تیره ثعلبیان است.